# Act of God (film)
Act of God is een Britse thriller uit 2009. Sean Faughnan en Ezna Sands voerden de regie en schreven samen tevens het verhaal van de film.

## Verhaal
Proloog

Een vrouw genaamd Rose (Gugu Mbatha-Raw) spreekt in de camera tegen haar verloofde, die zelf niet in beeld komt. Zij is ernstig ziek en heeft een harttransplantatie nodig, wat pas kan als een donor zich aandient. Niettemin blijft Rose positief over de toekomst met haar verloofde en heeft ze vertrouwen in haar behandelend arts, dokter Cisco.

In het volgende fragment spreekt Rose wederom in de camera, maar gaat het zichtbaar minder met haar. Ze heeft slecht nieuws gekregen van dokter Cisco. Hij heeft haar verteld dat ze in een dusdanig slechte toestand is, dat ze de operatie voor een harttransplantatie niet zou overleven. Drie dagen later overlijdt Rose.
Plot

Inspecteur Frank O'Connor (Adrian Dunbar) wordt gedegradeerd bij het politiekorps omdat hij criminelen heeft laten veroordelen met door hemzelf geplant bewijs. Hierdoor is niet alleen zijn laatste zaak in het water gevallen, maar opent zich de mogelijkheid voor iedereen die hij achter tralies heeft gezet om te gaan procederen tegen hun veroordelingen. O'Connors collega Alison (Sara Stewart) was degene die hem aangaf en is nu belast met het verdere onderzoek naar hem. Hij is vooral kwaad vanwege haar verraad.
Ondertussen bekijkt hartchirurg Benjamin Cisco (David Suchet) een door hem begeerd huis samen met makelaar Richard Short (Max Brown). Cisco raakt dermate overtuigd van de woning dat hij het met Short op een onwettig akkoordje wil gooien om andere geïnteresseerden af te troeven. Deze hapt uiteindelijk toe voor een beloning van 0,75% van de waarde van het huis. Nadat Cisco zijn aankoop op de voicemail van zijn echtgenote Catherine (Jenny Agutter) inspreekt, krijgt hij echter een kopstoot van Short en raakt bewusteloos. Als hij bijkomt, heeft Short zijn makelaarskloffie uitgetrokken en Cisco op een stoel vastgebonden. Hij wil met hem een hartig woordje spreken over zijn onlangs overleden verloofde, Rose. Short is woedend en niet van plan zachtzinnig te werk te gaan.

## Rolverdeling
- Charity Wakefield - Laura
- Nadia Cameron-Blakey - DI Anna Freedland
- Daniel Hill - Mr. Jones
- Richard Riddell - Bill
- Amita Dhiri - Mansfield
- Michelle MacErlean - WPC Webb
- Bill Fellows - Murphy
- Rebecca Hobbs - Ms Draper
- Ricky Nixon - Stanley